# Sandbanks-Nationalpark
Der Sandbanks-Nationalpark (englisch Sandbanks National Park) ist ein 8,4 Hektar großer Nationalpark in Queensland, Australien. Er liegt innerhalb des Great Barrier Reef und ist damit Teil des UNESCO-Weltnaturerbes.
Der Nationalpark befindet sich 390 Kilometer nordwestlich von Cairns an der Ostküste der Kap-York-Halbinsel im Korallenmeer. Die Inseln liegen vor Point Stewart nördlich der Princess Charlotte Bay, 100 Kilometer östlich von Coen und 275 Kilometer nordwestlich von Cooktown.
In der näheren Umgebung liegen im Korallenmeer die Nationalparks Claremont Isles und Flinders Group, auf dem Festland KULLA (McIlwraith Range) und Lama Lama.